# 斯凱勒 (內布拉斯加州)
斯凱勒（英語：Schuyler）是一個位於美國內布拉斯加州科爾法克斯縣的城市。根據2010年美國人口普查，該地共人口6211人，而該地的面積約為7.27平方千米。同時該地也是科爾法克斯縣的縣治。

## 地理
斯凱勒的座標為41°26′56″N 97°03′37″W / 41.44889°N 97.06028°W，而該地的平均海拔高度為544米（即1785英尺）。